# Verhaltenstherapie
Mit Verhaltenstherapie (VT) wird ein Spektrum von Methoden im Fachgebiet der Psychotherapie bezeichnet. Diesen ist trotz zahlreicher Unterschiede hinsichtlich theoretischer Annahmen und praktischer Methoden gemeinsam, dass sie das Modell der (klassischen und operanten) Konditionierung als zentral für die Abläufe in der menschlichen Psyche bewerten. Ein weiteres Merkmal verhaltenstherapeutischer Verfahren ist die Hilfe zur Selbsthilfe für den Patienten. Im Mittelpunkt steht, dem Patienten nach Einsicht in Ursachen und Entstehungsgeschichte seiner Probleme Methoden an die Hand zu geben, die ihn ermächtigen sollen, seine psychischen Beschwerden zu überwinden. Die Verhaltenstherapie wurde in den letzten Dekaden um kognitive Konzepte erweitert. Seither wurde sie auch als Kognitive Verhaltenstherapie (KVT) bezeichnet und beide Varianten wurden unter dem Akronym VT subsumiert.

## Prinzipien der Verhaltenstherapie
Verhaltenstherapeutische Verfahren basieren ursprünglich auf der Lerntheorie. Die Grundidee ist, dass störungsbedingtes Verhalten erlernt wurde und auch wieder verlernt werden kann bzw. dass angemessenere Denk- und Verhaltensweisen erlernt werden können. Inzwischen wurde die Verhaltenstherapie in vielerlei Weise weiterentwickelt und in verschiedene Methoden ausdifferenziert. In der Öffentlichkeit besonders bekannte therapeutische Techniken der Verhaltenstherapie sind Konfrontationen mit auslösenden Reizen (z. B. Exposition, systematische Desensibilisierung) sowie die Verstärkung erwünschten und die Löschung unerwünschten Verhaltens.

## Hintergründe

### Grundannahmen
Ursprünglich verfolgte die Verhaltenstherapie nach John B. Watson (1878–1958) im Gegensatz zu tiefenpsychologischen Verfahren ein „Black-Box-Modell“, das im Wesentlichen besagt, dass innere Vorgänge für Außenstehende undurchschaubar bleiben und daher nicht analysiert werden sollten. Diese Haltung war ein Versuch, von der intuitiven Vorgehensweise der Tiefenpsychologie wegzukommen, die, wie Wolf Singer es beschreibt, von der Perspektive der 1. Person („Ich beobachte meine Gefühle“) lebe und auf theoretische, schwer überprüfbare Annahmen (Ödipuskomplex etc.) angewiesen sei. Die Verhaltenstherapie sucht die Perspektive der 3. Person („Wir schauen gemeinsam auf die Situation“) und ist daher stärker an neurologisch-neurobiologischen Modellen angelehnt, bei der ein Reiz und die messbare Reaktion im Mittelpunkt stehen.
Viele Autoren beschreiben die Verhaltenstherapie als Methode, die gezielt Symptome psychischer Störungen behandeln und die Handlungsfähigkeit des Patienten erweitern soll. Tiefergehende Selbsterkenntnis oder das Erkunden unbewusster seelischer Vorgänge sind dabei nicht zentral. Verhaltenstherapeutische Techniken sollen dem Klienten eine bessere Selbstregulation ermöglichen. Charakteristisch für die Verhaltenstherapie ist die Konzentration auf gegenwärtige statt auf vergangene Handlungsursachen, ohne frühere Erfahrungen in der Analyse der Problementstehung zu vernachlässigen. Somit liegt der Schwerpunkt auf beobachtbarem Verhalten und dessen Veränderung.
Die Verhaltenstherapie unterscheidet sich von anderen Therapieformen wie beispielsweise der analytischen Psychotherapie durch folgende Annahmen: Es wird davon ausgegangen, dass Verhaltensweisen erlernt und auch wieder verlernt werden können. Allerdings werden genetische Unterschiede als Ursachen von Störungen mit berücksichtigt, etwa in den so genannten Vulnerabilitäts-Stress-Modellen. Dabei wird eine ererbte Stressanfälligkeit als Voraussetzung einer Störung berücksichtigt. In ihren Annahmen über ätiologische Störungsmodelle ist die Verhaltenstherapie nur begrenzt bestimmten Theorien verpflichtet und kann daher neue empirische Erkenntnisse in ihre Modelle und Theorien integrieren.
Daraus folgt, dass problematisches Verhalten in erster Linie als Ergebnis von Lernprozessen gesehen und durch die Verwendung von Verhaltens- und Lernprinzipien verändert werden soll. Entscheidend ist hierfür eine genaue Verhaltensanalyse zur Bestimmung der augenblicklichen Ursachen eines problematischen Verhaltens. Die Behandlungsstrategien werden sodann individuell auf die Probleme des Patienten angepasst. Um Veränderungen zu bewirken, ist es nicht zwangsläufig notwendig, die Ursprünge des psychischen Problems genau zu ergründen. Gerade bei gut definierten, weniger komplexen psychischen Störungen zeigt sich eine gute Wirksamkeit.

### Vorgehensweise
Da sich eine Vielzahl verschiedener verhaltenstherapeutischer Methoden entwickelt haben, gibt es nicht ein verhaltenstherapeutisches Standardverfahren. Üblicherweise steht jedoch am Beginn einer verhaltenstherapeutischen Behandlung die Verhaltens- und Problemanalyse, in der die Probleme des Patienten in Abhängigkeit zu ihren aufrechterhaltenden Bedingungen und im Hinblick auf ihre Konsequenzen untersucht werden. Ein zugrundeliegendes Konzept ist dabei die Verhaltensanalyse nach Frederick Kanfer, das so genannte SORKC-Modell. Neben der Untersuchung von Reiz-Reaktions-Zusammenhängen werden in der Regel auch Gefühle, Gedanken und körperliche Prozesse mit einbezogen. Ebenso die Einflüsse des erweiterten Umfelds des Patienten, wie zum Beispiel das Verhalten von Familienangehörigen, Arbeitskollegen, Freunden und Bekannten. Auch die Ebene der Pläne und Systemregeln wird berücksichtigt. Ein weiteres Analysefeld ist die Therapeut-Klient-Beziehung, der heutzutage mehr Platz als in den Anfängen der Verhaltenstherapie eingeräumt wird.
In der Zielanalyse erfolgt gemeinsam mit dem Patienten die Bestimmung und Konkretisierung realistischer Therapieziele, aus denen der Therapeut die einzusetzenden Interventionen auswählt und in Rücksprache und mit Zustimmung des Patienten einsetzt. Im Anschluss an diese Schritte, wird oft ein Therapievertrag vereinbart, in dem Patient und Therapeut Ziele und Aufgaben während der Therapie beschließen.
Im weiteren Verlauf der Therapie können verschiedene verhaltenstherapeutische Verfahren eingesetzt werden, die sich auf die Verhaltens- und Zielanalyse beziehen. Übergeordnetes Prinzip ist dabei die Hilfe zur Selbsthilfe. Das heißt, der Patient soll in der Therapie lernen, mit dem eigenen Leben (wieder) selbst zurechtzukommen. Die aus der Gesprächspsychotherapie bekannten therapeutischen Basisvariablen wie Echtheit, Empathie und uneingeschränktes Akzeptieren des Patienten sind ein wichtiger Aspekt. Darüber hinaus achtet der Therapeut in der Regel auch auf eine komplementäre Beziehungsgestaltung, wie bei Klaus Grawe beschrieben. Ein weiterer wichtiger Schritt, der neben dem Einsatz von Interventionsmethoden bedacht werden muss, ist der Aufbau einer therapeutischen Allianz bzw. von Veränderungsmotivation. Nach dem Einsatz der eigentlichen Interventionen wird ein Evaluationsprozess durchlaufen, in dem der Erfolg der durchgeführten Methoden überprüft wird. Die beschriebenen Analyse- und Interventionsschritte werden in der therapeutischen Praxis nicht strikt getrennt voneinander durchgeführt, sondern bedingen sich gegenseitig und werden in einem Feedbackprozess immer wieder von neuem durchlaufen.

### Evidenz für Verhaltenstherapie
Laut verschiedenen Meta-Analysen ist die (kognitive) Verhaltenstherapie eine wirksame Therapie bei zahlreichen psychischen Störungen.

## Verfahren der Verhaltenstherapie (Auswahl)
Um die im Therapievertrag vereinbarten Therapieziele zu erreichen, können in der Verhaltenstherapie unterschiedliche verhaltenstherapeutische Einzelverfahren eingesetzt werden. Einige von ihnen seien an dieser Stelle genannt:

### Konfrontationsverfahren
In der Konfrontationstherapie werden Verfahren angewendet, die auf dem Modell der klassischen Konditionierung aufbauen mit dem Ziel eine Extinktion, Gegenkonditionierung oder Habituation zu erreichen.
Expositionsverfahren können zum einen in massierter oder graduierter Form und in vivo oder in sensu angewandt werden. Zudem können die Dauer (kontinuierlich) und das Ausmaß des Selbstmanagement (Selbst-Exposition) variiert werden. Diese Verfahren werden vorwiegend bei Phobien, Panik- und Zwangsstörungen eingesetzt.
- Systematische Desensibilisierung: Exposition mit hierarchisch abgestuften aversiven Stimuli, zunächst in sensu, dann in vivo, gekoppelt mit Entspannung
- Flooding (Reizüberflutung): unmittelbare Konfrontation mit Stimuli in höchster Intensität
- Aversionstherapie
- Reaktionsverhinderung
- Screen-Technik
- Eye Movement Desensitization and Reprocessing (EMDR) nach Francine Shapiro
- Extinctions (Habituations)-Training (graduierte Löschung): In-vivo-Konfrontation mit abgestuften aversiven Stimuli
- Implosion (aus tiefenpsychologischer Tradition): Konfrontation mit Angststimuli in der Vorstellung
- Angstbewältigungstraining: Kombination verschiedener Expositionsverfahren mit anderen Bewältigungsstrategien

### Operante Verfahren
Bei den operanten Verfahren wird das Verhalten mittels Verstärkung (Erhöhung der Häufigkeit (Wahrscheinlichkeit) eines Verhaltens) oder Bestrafung (Reduzierung der Verhaltenshäufigkeit) modifiziert (Verhaltensmodifikation). Positive Verstärkung geschieht durch Zuführung von angenehmen Reizen, negative Verstärkung durch Wegnahme von unangenehmen Reizen. Direkte Bestrafung erfolgt durch Zuführung von unangenehmen Reizen, indirekte Bestrafung durch Wegnahme von angenehmen Reizen, z. B. Time-out-Technik. Prinzipien beim Aufbau von Verhalten sind: Verhaltensformung (Shaping), Verhaltenskettung (Chaining), Prompting, Differentielle Verstärkung, Diskriminationslernen, Fading und Generalisierung und für den Abbau von Verhalten: Löschung, Bestrafung und Vergessen.
- Biofeedback nach Miller
- Token-System (Token economy)
- Response-Cost
- Kontingenzverträge: Zielverhalten und Verstärker werden genau (schriftlich) festgelegt
- Dialektisch-behaviorale Therapie der Borderline-Persönlichkeitsstörung nach Marsha M. Linehan
- Training sozialer Kompetenzen (Social Skills Training), z. B. das Assertiveness Training Programme nach Ullrich & Ullrich de Muynck; das Gruppentraining Sozialer Kompetenzen nach Hinsch & Pfingsten oder die sozialen Kompetenztrainings mit Kindern nach Petermann & Petermann. In der verwandten Form des Trainings zwischenmenschlicher Fertigkeiten ist es ein wesentlicher Bestandteil der Dialektisch-behavioralen Therapie (DBT) nach Marsha M. Linehan
- Entkopplung bei Impulskontrollstörungen
- Habit-Reversal-Training nach Azrin & Nunn
- Rollenspiel
- Kommunikationstraining
- Training von Entspannungstechniken (v. a. Progressive Muskelentspannung und Autogenes Training)
- Euthyme Therapie (Genusstherapie)
- Negatives Üben

### Kognitive Ansätze und Verfahren der „dritten Welle“
Kognitive Ansätze der VT basieren auf kognitiven Theorien des Verhaltens. Ein Individuum interpretiert und transformiert aktiv Informationen (Umgebungsreize) und strukturiert die Erfahrungen (Ordnen und Bewerten der Realität). Kognitionen beeinflussen als transformierte Reize das Verhalten. Verhaltensprobleme sind das Ergebnis falscher Annahmen, unvollständiger Schlüsse, inadäquater Selbstinstruktionen und unzureichender Problemlösefähigkeiten.
Die folgenden Ansätze werden zur kognitiven Verhaltenstherapie bzw. ihrer „dritter Welle“ gerechnet:
- Achtsamkeitsbasierte Stressreduktion nach Jon Kabat-Zinn
- Ärgermanagement nach Raymond W. Novaco
- Akzeptanz- und Commitmenttherapie (ACT) nach Steven C. Hayes
- Attributionstherapie (Seligman, Bandura)
- Assoziationsspaltung
- Cognitive Behavioral Analysis System of Psychotherapy nach James P. McCullough
- Kognitive Therapie nach Aaron T. Beck
- Kognitive Umstrukturierung
- Metakognitive Therapie nach Adrian Wells
- Metakognitives Training nach Steffen Moritz
- Problemlösetraining nach D’Zurilla & Goldfried
- Rational-Emotive Verhaltenstherapie (REVT), vormals verkürzt Rational-Emotive Therapie (RET) genannt, nach Albert Ellis
- Schematherapie nach Jeffrey E. Young
- Schmerzmanagement nach Turk
- Selbstmanagement-Therapie nach Frederick Kanfer
- Stressmanagement bzw. Stressimpfungstraining nach Donald Meichenbaum
- Selbstverbalisation bzw. Selbstinstruktionstraining nach Donald Meichenbaum

### Sonstige Verfahren
- Multimodale Therapie (BASIC-ID) nach Arnold A. Lazarus[18]

## Anwendungsbereiche
Verhaltenstherapeutische Methoden werden heutzutage bei vielen psychischen Störungen und psychosomatischen Erkrankungen eingesetzt. Nach dem Gutachten des Wissenschaftlichen Beirates Psychotherapie der deutschen Bundesregierung, der gemäß § 8 PsychThG eingesetzt wurde, kann Psychotherapie indiziert sein bei:
- Abhängigkeiten von psychotropen Substanzen (z. B. Alkoholabhängigkeit)
- (teil)remittierten psychotischen Erkrankungen (u. a. Schizophrenie) und wahnhaften Störungen
- affektiven Störungen (z. B. Depression)
- Angststörungen (z. B. Agoraphobie, Spezifische Phobie (Liste), Soziale Phobie, Panikstörung)
- Zwangsstörungen
- Belastungsstörungen (z. B. Posttraumatische Belastungsstörung)
- Dissoziativen, Konversions- und somatoformen Störungen
- Essstörungen (z. B. Anorexia nervosa, Bulimia nervosa)
- Persönlichkeitsstörungen (z. B. Borderline-Persönlichkeitsstörung)
- psychosomatischen Erkrankungen (z. B. Spannungskopfschmerz, Bluthochdruck)

Ein besonderer Anwendungsbereich ist die Verhaltenstherapie bei Kindern.

## Formen
- Individuelle Verhaltenstherapie (VT) oder Kognitive Verhaltenstherapie (KVT, KogVT)
- Paartherapie
- Familientherapie
- Gruppentherapie

## Verhaltensmedizin
Aus der Verhaltenstherapie ist die Verhaltensmedizin hervorgegangen. Sie befasst sich mit der Anwendung verhaltenstherapeutischer Erkenntnisse auf allgemeine medizinische Sachverhalte; zum Beispiel mit der ergänzenden Behandlung von körperlichen Erkrankungen wie Bluthochdruck, Asthma, Spannungskopfschmerz, Tinnitus mit psychologischen Mitteln. Dies geschieht etwa dadurch, dass der Patient lernt, angemessener mit seiner Erkrankung umzugehen. Die Verhaltensmedizin beschäftigt sich mit Gesundheitsverhalten.

## Ausbildung zum Verhaltenstherapeuten

### Situation in Deutschland
Verhaltenstherapeut (psychologischer bzw. ärztlicher Psychotherapeut mit Fachkundenachweis in der Verhaltenstherapie) wird man durch eine 3- bis 5-jährige Ausbildung und die Erlangung einer staatlichen Approbation zur Ausübung eines Heilberufes. Voraussetzung für die Therapieausbildung ist, dass man einen Hochschulabschluss in Medizin oder Psychologie mit dem Schwerpunkt Klinische Psychologie besitzt. Neben den Psychologen und Medizinern können Diplom-Pädagogen, Diplom-Sozialpädagogen, Diplom-Sozialarbeiter sowie Diplom-Heilpädagogen nach einer entsprechenden 3- bis 5-jährigen Weiterbildung die Zulassung als Kinder- und Jugendlichenpsychotherapeut erlangen. Die Approbation zum Psychotherapeuten kann nach Ablegung des Staatsexamens bei der zuständigen Bezirksregierung beantragt werden. Neben einem erfolgreichen Abschluss müssen dafür weitere Voraussetzungen vorliegen, beispielsweise geistige Gesundheit, keine Vorstrafen.

## Geschichte und Rezeption

### Entwicklungsgeschichte der Verhaltenstherapie
Die Verhaltenstherapie hat ihren Ursprung in den psychologischen Lerntheorien. Erste Schritte, die als verhaltenstherapeutisch bezeichnet werden können, nahm bereits der Neuropathologe und Psychotherapeut Paul Dubois und später Mary Cover Jones 1924 vor. Jones therapierte ängstliche Kinder durch Konfrontation mit dem angstauslösenden Objekt. Nach dem Zweiten Weltkrieg gelang es, lerntheoretisch fundierte Verfahren systematisch zur Behandlung psychischer Störungen, insbesondere Phobien, einzusetzen. So entwickelte z. B. der Südafrikaner Joseph Wolpe die Systematische Desensibilisierung, ein graduiertes Konfrontationsverfahren, in Kombination mit der Progressiven Muskelentspannung von Edmund Jacobson. Auf der anderen Seite wurde die operante Konditionierung von behavioristisch orientierten Therapeuten wie z. B. Ayllon und Azrin für die therapeutische Verhaltensmodifikation nutzbar gemacht. Mit ihr konnte erstmals mit nennenswertem Erfolg Menschen mit schwersten psychischen Störungen wie der Schizophrenie psychotherapeutisch geholfen werden. Seit den 1970er Jahren sind die Prinzipien der Verhaltenstherapie auch auf pädagogische Felder (Vorschule, Schule, Hochschule, Familie etc.) übertragen worden. Dieser Anwendungsbereich wird „Pädagogische Verhaltensmodifikation“ bezeichnet.
Seit den 1960er und 1970er Jahren hat diese klassische Verhaltenstherapie zunehmend andere Gebiete der wissenschaftlichen Psychologie und Psychotherapie aufgegriffen und integriert. Der Begriff kognitive Verhaltenstherapie oder kognitive Therapie trägt der Tatsache Rechnung, dass die Verhaltenstherapie sich außer mit der äußeren Verhaltensänderung auch mit der Veränderung der kognitiven, gedanklichen Schemata des Menschen beschäftigt. Begründer und Vorreiter der kognitiven Verhaltenstherapie waren unter anderem Albert Ellis, Aaron T. Beck und Donald Meichenbaum.
Nach dieser so genannten kognitiven Wende haben sich kognitiv-verhaltenstherapeutische Therapien für die Mehrzahl der psychischen Störungen entwickelt. Zu den neuesten Therapieformen zählt beispielsweise die Dialektisch-Behaviorale Therapie (DBT) für emotional-instabile Persönlichkeitsstörungen. Die DBT beruht wie andere verhaltenstherapeutische Ansätze auf lerntheoretischen Grundprinzipien, ist aber sowohl von den Themen, die in die Behandlung mit einbezogen werden, als auch vom Methodenrepertoire her deutlich breiter angelegt als klassisch verhaltenstherapeutische Ansätze. So werden beispielsweise Wert- und Sinnfragen erörtert und meditative Praktiken buddhistischer Prägung in die Behandlung integriert. Zunehmend ist die Rede von einer „dritten Welle“ der Verhaltenstherapie, der neben der DBT auch Ansätze wie die Funktional-analytische Psychotherapie (FAP), die Akzeptanz- und Commitmenttherapie (ACT) oder die Achtsamkeitsbasierte Kognitive Therapie der Depression (engl. Mindfulness Based Cognitive Therapy, MBCT) zugerechnet werden.

### Kritik an der Verhaltenstherapie
Verhaltenstherapie ist eine erwiesenermaßen wirksame Therapie bei zahlreichen psychischen Krankheitssymptomen. Gleichwohl richtet sich gegen die Verhaltenstherapie bzw. manche ihrer Techniken auch Kritik. Vor allem der Behaviorismus als frühere Grundlage der Verhaltenstherapie ist aufgrund seiner reduktionistischen Herangehensweise kritisiert worden. Im Behaviorismus geht man davon aus, dass innerpsychische Prozesse wie Denken, Fühlen usw. nicht wissenschaftlich erforscht werden können. Er geht bei seinen Forschungen des Verhaltens von einer Black Box aus. Des Weiteren sei es beinahe unmöglich, die Verursachung von psychischen Störungen durch Lernerfahrungen wissenschaftlich zu belegen. Auch zirkelhafte Schlüsse könnten in den Belegen für die Richtigkeit der Annahmen des Behaviorismus fälschlicherweise herangezogen werden. Heute gilt der Kognitivismus als das Leitparadigma in der Psychologie. Damit kann er auch als Grundlage der Verhaltenstherapie verstanden werden, die sich stets als praktische Anwendung der Erkenntnisse der Psychologie versteht. Die Kognitive Wende war vor allem wegen der unzureichenden Erklärungsmöglichkeiten des Behaviorismus für neuere Erkenntnisse nötig. Der Kognitivismus wird vor allem wegen seines theoretischen Ansatzes kritisiert. „Die Konzepte der Kognitiven Psychologie (z. B. Schemata) sind vage und nicht immer gut definiert.“ Kritiker wenden ein, dass die Erklärungen der kognitiven Psychopathologie wenig hilfreich seien. So ist die Behauptung, dass bspw. Depressive negative Gedanken hätten, für die Erklärung der Entstehung dieser Störung kaum hilfreich, da dies bereits Teil der Diagnose ist. Der Rückschluss, dass negative Gedanken die Depression auslösen, sei zirkulär, da die postulierten negativen Denkschemata Ursache, aber auch Folge der Depression sein können.
Kritisiert wurde ebenfalls die Verwendung von Aversionsverfahren. Bei Aversionsverfahren werden dem Klienten in Kombination mit problematischem Verhalten, Situationen oder Gegenständen unangenehme Reize vermittelt, was teilweise als unethisch angesehen wird. Aversionsverfahren spielen im Spektrum der verhaltenstherapeutischen Verfahren daher nur noch eine untergeordnete und weitgehend historische Rolle.